# Temporada de incêndios na Austrália de 2019–2020
A temporada de incêndios na Austrália de 2019–2020 foi uma série de incêndios florestais que afetou a Austrália, predominantemente o sudeste do país. Os incêndios, que iniciaram em setembro de 2019, queimaram uma área de 18.6×106 ha (46×106 acres; 186,000 km2; 72,000 sq mi), uma área maior que Portugal e Coreia do Sul,
 mas não eram tão grandes quanto os incêndios de 1974 que queimaram 117 milhões de hectares (1.2 milhões km2). Nacionalmente, a Universidade Nacional da Austrália classificou o ano do incêndio de 2019 como "próximo da média" e o ano do incêndio de 2020 como "incomumente pequeno".
Em comparação, os incêndios florestais na Califórnia em 2018 queimaram 800 mil hectares (2 milhões de acres) e os incêndios florestais na Amazônia em 2019 queimaram 900 mil hectares (2.2 milhões de acres). Até agora, mais de 5.900 construções (incluindo mais de 2.200 casas) foram destruídas e pelo menos 28 pessoas morreram, sendo que uma pessoa ainda está desaparecida no estado de Nova Gales do Sul.
Estima-se também que quase meio bilhão de animais foram impactados ou mortos pelos incêndios. Outras estimativas, que incluem animais como morcegos, anfíbios e invertebrados, calculam o número de animais mortos em mais de um bilhão. Os ecologistas temem que algumas espécies ameaçadas sejam levadas à extinção pelos incêndios. As perdas no país já são estimadas em mais de 500 milhões de dólares australianos, com o governo australiano prometendo 2 bilhões de dólares australianos para ajudar na recuperação; entretanto, estima-se que será necessário 100 bilhões de dólares australianos para recuperar por completo todas as perdas.
Desde novembro de 2019, os incêndios impactaram fortemente várias regiões do estado de Nova Gales do Sul, como a Costa Norte, a Costa Norte Central, a região de Hunter , as cidades de Hawkesbury e Wollondilly no extremo oeste de Sydney, as Montanhas Azuis, Illawarra e a Costa Sul, com mais de 100 incêndios em todo o estado. No leste e nordeste de Vitória, grandes áreas de florestas queimaram fora de controle por quatro semanas antes dos incêndios emergirem das florestas no final de dezembro, matando muitas pessoas, ameaçando muitas cidades e isolando Corryong e Mallacoota. Um estado de desastre foi declarado para East Gippsland. As áreas moderadamente afetadas foram o sudeste de Queensland, as colinas de Adelaide e a ilha Kangaroo, na Austrália Meridional, e áreas do sudoeste da Austrália Ocidental, com algumas áreas na Tasmânia e no Território da Capital Australiana sendo levemente impactadas. Em dezembro de 2019, o governo do estado declarou estado de emergência em Nova Gales do Sul depois que as temperaturas recordes e a seca prolongada provocaram o aumento dos incêndios. As ramificações políticas dos incêndios foram significativas. Uma decisão do governo de Nova Gales do Sul de cortar o financiamento para bombeiros com base em estimativas orçamentárias, bem como um feriado do primeiro-ministro australiano, Scott Morrison, durante um período em que dois bombeiros voluntários morreram e sua aparente apatia em relação à situação, resultou em controvérsia. Como as temperaturas estavam previstas para atingir os 41°C, a primeira-ministra de Nova Gales do Sul, Gladys Berejiklian, convocou um novo estado de emergência de sete dias, com efeito a partir das 9h da manhã de 3 de janeiro de 2020.
Reforços de toda a Austrália foram chamados para ajudarem a combater os incêndios e aliviarem as equipes locais esgotadas em Nova Gales do Sul. Em 11 de novembro, foi relatado que a Country Fire Authority (CFA) estava enviando um grande contingente de até 300 bombeiros e pessoal de apoio de Vitória. Mais de 100 bombeiros foram enviados da Austrália Ocidental em 14 de novembro de 2019. Contingentes também foram enviados da Austrália do Sul e do Território da Capital Australiana. Em 12 de novembro, o governo federal anunciou que a Força de Defesa Australiana estava fornecendo apoio aéreo ao esforço de combate a incêndios, além de se preparar para fornecer mão de obra e apoio logístico. Bombeiros da Nova Zelândia, Estados Unidos e Canadá ajudaram a combater os incêndios, especialmente em Nova Gales do Sul. Em 12 de novembro de 2019, o risco de incêndio catastrófico foi declarado na região da Grande Sydney pela primeira vez desde a introdução desse nível em 2009 e uma proibição total de queimadas estava em vigor em sete regiões, incluindo a Grande Sydney. As áreas de Illawarra e Greater Hunter também experienciaram perigos de incêndio catastróficos e outras partes do estado, incluindo as já devastadas partes do norte de Nova Gales do Sul. Em 1 de janeiro de 2020, 3.6 milhões de hectares (8.9 milhões de acres) foram queimados ou estão queimando em Nova Gales do Sul.